# Stellina (liqueur)
Pour l’article homonyme, voir Stellina.

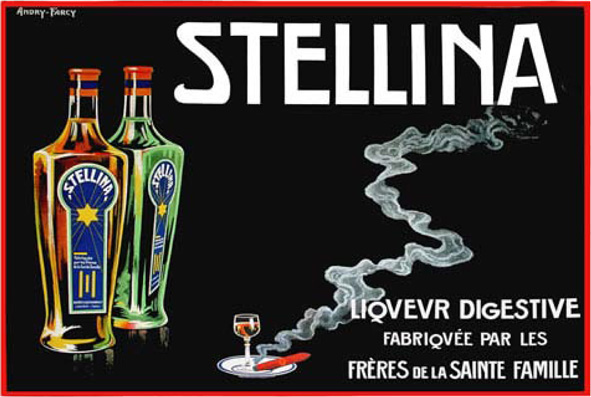
Affiche de publicité pour les boissons Stellina en 1950.

Stellina est une liqueur fabriquée dans le département français de l'Ain à Belley par les Frères de la Sainte Famille.

## Histoire
C’est en 1903 que l’histoire commence, avec l’émigration forcée en Italie des frères de la Sainte famille (lors de la lutte contre les congrégations religieuses en France). Installés aux environs de la ville de Saluces, les 30 religieux doivent alors assurer leur subsistance grâce aux travaux de la campagne ; ils se consacrent très vite également à la culture de la vigne, puis à la fabrication de liqueurs dont la formule a été découverte par l’un des membres de la congrégation, le frère Henri Marie.
Celui-ci, botaniste depuis plus de 30 ans, s’est ingénié à connaître la nature et les propriétés des plantes qu’il étudie, particulièrement les plantes qu’il trouve dans les montagnes environnant l’implantation originelle de la congrégation...
Motivé par le souhait d’apporter son soutien à la congrégation, le frère Henri Marie cherche à composer « une liqueur qui fût en même temps agréable et bienfaisante et fournirait au corps quelques ressources...».
Le 6 octobre 1904 naît la Stellina - petite étoile - du nom de la grande maison dans laquelle les frères se sont installés à leur arrivée : la Stella (l’étoile).

## Liqueurs
Deux liqueurs dont la recette demeure gardée secrète par les frères de la sainte famille sont produites à partir des années 1950 à la distillerie de l'étoile à Belley :
- La « Stellina verte » qui tire son parfum d'un mélange de douze plantes alpines titre à 50 degrés d'alcool. Elle se déguste glacée, en digestif ou en cocktails. Elle obtient une mention honorable à l'International Spirit Challenge 2009 dans la catégorie « Liqueurs »[2] ;

- La « Stellina jaune » fabriquée à partir un mélange de vingt-quatre plantes, plus douce avec 42 degrés d'alcool. Elle obtient une médaille d'argent à l'International Spirit Challenge 2009 dans la catégorie « Liqueurs »[3].